# Riri Riza
Riri Riza, właśc. Mohammad Rivai Riza (ur. 2 października 1970 w Ujung Pandang) – indonezyjski reżyser, scenarzysta i producent filmowy. Jedna z czołowych postaci współczesnej kinematografii indonezyjskiej.
Zdobywca szeregu nagród na azjatyckich festiwalach filmowych (m.in. w Singapurze i Hongkongu), m.in. za filmy Kuldesak (1998), Petualangan Sherinain (2000), Eliana, Eliana (2002) i Gie (2005).

## Życiorys
Urodził się 2 października 1970 w Ujung Pandang (obecnie Makasar).
Ukończył studia na uczelni Institut Kesenian Jakarta. Dalsze kształcenie odbył w Royal Holloway, University of London.